# Pajon
Pajon – szczyt w Alpach Fleimstalskich, w Alpach Wschodnich. Leży w regionie Trydent-Górna Adyga, w północnych Włoszech. Sąsiaduje z Corno Val d'Ega na północnym zachodzie oraz z Cima Valsorda na południu.